# Circonscription de Wilmot
La circonscription de Wilmot était une circonscription électorale dans l'État de Tasmanie en Australie. Elle était située dans le centre de l'île et portait le nom de Sir John Eardley-Wilmot, le sixième lieutenant-gouverneur de Tasmanie. À plusieurs reprises, il a compris les villes de Deloraine, Beaconsfield, Devonport, Latrobe et New Norfolk.
La circonscription a été créée le 2 octobre 1903, quand la Tasmanie a été divisée en circonscriptions et a été mise aux voix pour la première fois à l'élection fédérale de 1903. Au redécoupage électoral du 12 septembre 1984, elle a été supprimée et remplacée par la circonscription de Lyons, afin d'honorer conjointement Joseph Lyons, le quatorzième Premier ministre d'Australie, qui a été député de la circonscription de Wilmot de 1929 à 1939, et son épouse Dame Enid Lyons, la première femme élue à la Chambre des représentants australienne en 1943 et par la suite première femme membre du Conseil des ministres (1949-51).

## Députés
| Député | Député             | Parti                | Mandat    |
| ------ | ------------------ | -------------------- | --------- |
|        | Edward Braddon     | Free Trade           | 1903–1904 |
|        | Norman Cameron     | Free Trade           | 1904–1906 |
|        | Norman Cameron     | Indépendant          | 1906–1906 |
|        | Llewellyn Atkinson | Anti-Socialiste      | 1906–1909 |
|        | Llewellyn Atkinson | Commonwealth Liberal | 1909–1916 |
|        | Llewellyn Atkinson | Nationaliste         | 1916–1921 |
|        | Llewellyn Atkinson | Country              | 1921–1928 |
|        | Llewellyn Atkinson | Nationaliste         | 1928–1929 |
|        | Joseph Lyons       | Travailliste         | 1929–1931 |
|        | Joseph Lyons       | United Australia     | 1931–1939 |
|        | Lancelot Spurr     | Travailliste         | 1939–1940 |
|        | Allan Guy          | United Australia     | 1940–1946 |
|        | Gil Duthie         | Travailliste         | 1946–1975 |
|        | Max Burr           | Libéral              | 1975–1984 |

## Résultats des élections
| Parti                            | Parti                        | Candidat                     | Voix   | %    | ±    |
| -------------------------------- | ---------------------------- | ---------------------------- | ------ | ---- | ---- |
|                                  | Libéral                      | Max Burr                     | 28 520 | 53,5 | +3,4 |
|                                  | Travailliste                 | David Llewellyn              | 22 783 | 42,7 | -7,2 |
|                                  | Démocrates                   | Liz Holloway                 | 1 336  | 2,5  | +2,5 |
|                                  | Indépendant                  | Bill Chugg                   | 702    | 1,3  | +1,3 |
| Total des suffrages exprimés     | Total des suffrages exprimés | Total des suffrages exprimés | 53 341 | 97,3 | +0,2 |
| Votes nuls                       | Votes nuls                   | Votes nuls                   | 1 467  | 2,7  | -0,2 |
| Participation                    | Participation                | Participation                | 54 808 | 96,2 | -0,5 |
| Résultat de préférence bipartite |                              |                              |        |      |      |
|                                  | Libéral                      | Max Burr                     | 29 391 | 55,1 | +5,0 |
|                                  | Travailliste                 | David Llewellyn              | 23 950 | 44,9 | -5,0 |
|                                  | Libéral retenir              | Libéral retenir              | Swing  | +5,0 |      |